# Cap de la Costa
El Cap de la Costa és una muntanya de 2.436 metres que es troba entre els municipis d'Alàs i Cerc i de la Vansa i Fórnols, a la comarca de l'Alt Urgell.